# Kraut Rocks
Kraut Rocks är en kulle i Antarktis. Den ligger i Västantarktis. Inget land gör anspråk på området. Toppen på Kraut Rocks är 1 748 meter över havet.
Terrängen runt Kraut Rocks är varierad, och sluttar västerut. Trakten är obefolkad. Det finns inga samhällen i närheten.